# Список послів СРСР і Росії у Пакистані
У списку наведено послів СРСР та Росії в Пакистані.
- 27 квітня — 1 травня 1948 року — встановлено дипломатичні відносини на рівні посольств.

## Список послів
| Термін повноважень                 | Посол                          | Роки життя | Коментарі               |
| ---------------------------------- | ------------------------------ | ---------- | ----------------------- |
| СРСР                               |                                |            |                         |
| 22 листопада 1949 — 13 лютого 1950 | Бакулін Іван Миколайович       | 1906—1963  | Вірчі грамоти не вручав |
| 13 лютого 1950 — 20 січня 1956     | Стеценко Олександр Георгійович | 1902—?     |                         |
| 20 січня 1956 — 15 лютого 1960     | Шпедько Іван Фадейович         | 1918—1983  |                         |
| 15 лютого 1960 — 23 листопада 1961 | Капіца Михайло Степанович      | 1921—1995  |                         |
| 28 листопада 1961 — 6 серпня 1965  | Нестеренко Олексій Єфремович   | 1915—      |                         |
| 6 серпня 1965 — 29 травня 1971     | Дегтяр Михайло Васильович      | 1906—      |                         |
| 29 травня 1971 — 5 грудня 1974     | Олексій Родіонов               | 1922—2013  |                         |
| 5 грудня 1974 — 11 липня 1980      | Азімов Сарвар Алімджанович     | 1923—1994  |                         |
| 11 липня 1980 — 16 травня 1985     | Смірнов Віталій Степанович     | 1930—2007  |                         |
| 16 травня 1985 — 13 липня 1988     | Абдул-Рахман Везіров           | 1930—2022  |                         |
| 13 липня 1988 — 25 грудня 1991     | Якунін Віктор Павлович         | 1931—      |                         |
| Росія                              |                                |            |                         |
| 25 грудня 1991 — 29 квітня 1993    | Якунін Віктор Павлович         | 1931—      |                         |
| 29 квітня 1993 — 18 вересня 1998   | Алексєєв Олександр Юрійович    | 1946—      |                         |
| 18 вересня 1998 — 4 грудня 1999    | Гуляєв Андрій Михайлович       | 1952—1999  |                         |
| 8 червня 2000 — 12 липня 2004      | Шевченко Едуард Степанович     | 1939—      |                         |
| 12 липня 2004 — 30 вересня 2008    | Пєсков Сергій Миколайович      | 1948—2014  |                         |
| 30 вересня 2008 — 14 грудня 2013   | Будник Андрій Сергійович       | 1953—2018  |                         |
| 14 грудня 2013 — дотепер           | Дєдов Олексій Юрійович         | 1960—      |                         |